# 藍秀勾氏介
藍秀勾氏介（学名：Gouiecythere lianshuae）为彎貝介科勾氏介屬下的一个种。